# Трансгендерный переход
Трансге́ндерный перехо́д (также транс-переход, гендерный переход, англ. gender transition) — процесс приведения гендерной роли и тела человека в соответствие с его внутренним самоощущением — гендерной идентичностью. Трансгендерный переход может включать в себя как социализацию в новой гендерной роли, смену паспортного имени и юридического пола, так и медицинские процедуры по изменению внешних половых признаков.
Из-за невозможности изменения гонадного пола (пола половых желёз) при коррекции пола возникает необходимость пожизненного приёма гормональных препаратов, а определённые хирургические операции приводят к бесплодию.
Однако не все люди, совершающие трансгендерный переход, прибегают к хирургическому вмешательству. Объём изменений определяется в каждом случае потребностями конкретного человека.
С точки зрения современной медицины, трансгендерный переход является эффективным способом преодоления гендерной дисфории и улучшает качество жизни транс-людей, в отличие от противоположного подхода — репаративной терапии, направленной на попытку изменения трансгендерной идентичности на цисгендерную. Согласно обзору научных исследований с 1991 по 2017 год, 51 статья (93 %) показала, что трансгендерный переход оказывает положительное воздействие на жизнь трансгендерных людей, в то время как 4 статьи (7 %) сообщили о смешанных результатах или отсутствии выводов.
Не все люди, совершающие трансгендерный переход или нуждающиеся в нём, транссексуальны, то есть ощущают себя представителями пола, противоположного приписанному при рождении. Многие определяют себя как трансгендерные или гендерно-неконформные люди.
Иногда люди, совершившие трансгендерный переход, принимают решение о так называемом обратном переходе или детранзишне. Причиной этому могут быть смена гендерной идентичности, медицинские проблемы, недостаток денежных средств или давление со стороны семьи или общества.
По данным на 2014 год, первое место по количеству лиц, совершивших хирургическую коррекцию пола, занимает Таиланд, второе — Иран. В отношении Ирана это объясняется тем, что в Иране однополые связи уголовно преследуются, вплоть до смертной казни, поэтому гомосексуальные иранцы прибегают к хирургической коррекции пола, более того, такие операции в Иране частично финансируются государством.

## Трансгендерный переход и «смена пола»
Когда речь идёт о трансгендерном переходе, многие люди, в том числе журналисты, используют выражение «смена пола». Как отмечают  специалисты ГЛААД, это выражение неприемлемо, так как трансгендерный переход — это не разовое мероприятие, а комплексный процесс, важными элементами в котором могут быть каминг-аут перед близкими и на работе, социализация в новой гендерной роли, смена документов и иногда (но не всегда) те или иные медицинские процедуры:11. Выражение «смена пола» также считается нежелательным потому, что подразумевает, что для совершения перехода операции обязательны. В разных источниках рекомендуется избегать устаревшего выражения «смена пола» и использовать вместо него «гендерный переход» (gender transition) (в русском языке часто используется «трансгендерный переход»). Ассоциация ЛГБТ-журналистов NLGJA  пишет, что термин «смена пола» не является синонимичным выражениям «подтверждение гендера» (gender confirmation/affirmation) или «переназначение пола» (sexual reassignment). Американская психологическая ассоциация отмечает, что «процесс перехода посредством медицинского вмешательства часто называют сменой пола или сменой гендера, но в последнее время его также называют утверждением гендера». Сама ассоциация АПА на официальном сайте пишет об этом как о «переходе от одного гендера к другому».
На сайте врачей Йельской школы медицины термин «операция по изменению пола» (sex-change operation) отнесён к числу тех, которые следует избегать, и говорится, что он использовался в прошлом. Лучшими вариантами называются «поддерживающая гендер хирургия» (gender-affirming surgery), «хирургия переназначения пола» (sex reassignment surgery) или «хирургия подтверждения гендера» (gender confirmation surgery). На сайте Службы здравоохранения Стэнфордского университета используется термин «поддерживающая гендер хирургия» (gender-affirming surgery) и говорится, что этот термин предпочтительнее, чем устаревший термин «хирургия переназначения пола» (sexual reassignment surgery), а также чем термин «хирургия подтверждения гендера» (gender confirmation surgery), поскольку гендер не может быть «подтверждён» (confirmed) хирургическим путём.

## Медицинская необходимость трансгендерного перехода
В современной медицине трансгендерный переход признаётся единственным эффективным способом преодоления гендерной дисфории. Специалисты отмечают, что гендерная вариативность, в частности трансгендерность и транссексуальность, не представляет собой болезнь или расстройство, а является проявлением разнообразия и свободного самовыражения людей. При этом многие транссексуальные, трансгендерные и гендерно-неконформные люди могут испытывать гендерную дисфорию — стресс от несоответствия своей гендерной идентичности приписанному при рождении полу, — а также стресс, вызванный неприятием со стороны близких и общества (трансфобией), опытом дискриминации и насилия. Оба эти вида стресса могут вызывать тревожность, депрессию и иметь крайне тяжёлые последствия для здоровья, социального функционирования, а нередко и жизни гендерно-вариантных людей. Поэтому эксперты выступают за предоставление гендерно-вариантным людям доступа к различным элементам трансгендерного перехода. Учитывая высокий уровень трансфобии во многих обществах, медики отмечают, что доступ к юридическим процедурам смены паспортного имени и пола также является медицинской необходимостью, поскольку «несоответствие» внешности и документов часто представляет угрозу жизни гендерно-неконформных людей.
В прошлом к транссексуальным, трансгендерным и гендерно-неконформным людям применяли репаративную терапию (то есть «перевоспитание»), но новейшие исследования и клиническая практика доказали её неэффективность. Кроме того, «лечение» человека от его идентичности, то есть от одной из составляющих его личности, противоречит врачебной этике.

## Элементы трансгендерного перехода
Трансгендерный переход может включать в себя каминг-аут перед родственниками, друзьями и коллегами, изменение гендерной роли, гормональную терапию, хирургические операции, смену документов и другие шаги. Разные люди выбирают для себя те или иные шаги в рамках перехода в зависимости от собственных потребностей. Некоторые люди совершают только социальный переход и не нуждаются в медицинской коррекции пола. Другим для достижения гармонии с собой необходимо принимать гормоны и/или сделать одну или несколько операций.
Трансгендерный переход также зависит от различных внешних факторов: наличия компетентных врачей, финансовой доступности медицинской помощи, предусмотренных законодательством возможностей смены документов. Например, в России, по данным опросов, 54 % трансгендерных людей сталкиваются с отсутствием квалифицированных врачей в своём городе, 40 % вынуждены самостоятельно подбирать схему и препараты гормональной терапии, 31 % не имеют возможности собрать средства на операцию.

### Осознание собственной гендерной идентичности
Для многих людей трансгендерный переход начинается с осознания своей гендерной идентичности. Этот процесс может быть эмоционально болезненным и для многих ещё больше осложняется нехваткой информации. Эксперты отмечают, что для многих людей на этом этапе может быть полезна работа с психологом или психотерапевтом. Их задачей должна быть поддержка клиента в исследовании своей идентичности и поиске подходящих для него способов её выражения, а также, при необходимости, поддержка при каминг-ауте. На деле квалифицированная психологическая помощь часто недоступна трансгендерным людям, поскольку психологи не осведомлены о вопросах гендерной идентичности и не в состоянии помочь трансгендерным клиентам. Другим важным источником поддержки и информации для трансгендерных людей могут стать интернет-ресурсы и сообщества, посвящённые гендерной идентичности, трансгендерности и транссексуальности.

### Каминг-аут
Каминг-аут — это сообщение окружающим о своей идентичности. Для многих трансгендерных и гендерно-неконформных людей каминг-аут перед родственниками и близкими становится одним из важнейших шагов на пути к достижению гармонии с собой. Многие люди, планирующие те или иные процедуры медицинской коррекции пола, делают каминг-аут непосредственно перед этим процессом или в его начале, чтобы подготовить своих родственников, друзей или коллег к будущим изменениям.
Часто трансгендерные люди сталкиваются с негативными реакциями на свой каминг-аут: от непонимания и отрицания до оскорблений, давления, угроз и прямого насилия. Некоторые трансгендерные и особенно транссексуальные люди избегают делать каминг-аут, иногда даже перед самыми близкими людьми, а в случае начала медицинской коррекции пола и смены документов полностью меняют свой круг общения, чтобы защитить себя от унижений и насилия.

### Социальный переход
Социальный переход, или изменение гендерной роли, подразумевает изменения на уровне социальных взаимодействий, то есть организацию жизни человека в соответствии с его гендерной идентичностью. В рамках социального перехода человек может, например, попросить окружающих обращаться к нему по новому имени и в другом грамматическом роде, менять свой облик при помощи одежды, причёски, макияжа и т. п., а также начать пользоваться пространствами, предназначенными для людей с его гендерной идентичностью (туалетами, раздевалками и пр.). Некоторые трансгендерные люди также учатся владеть своим голосом так, чтобы его звучание было, в зависимости от направления перехода, более женственным или, наоборот, более мужественным. Для многих людей одна из важных целей социального перехода в том, чтобы достичь пасса, то есть чтобы окружающие воспринимали их как представителей того гендера, к которому они ощущают принадлежность.
Для многих трансгендерных людей социальный переход — ключевой элемент трансгендерного перехода, и многим социального перехода достаточно для того, чтобы жить в гармонии с собой. Многие другие нуждаются в медицинской коррекции пола. Возможности для социального перехода также сильно зависят от того, насколько окружение человека трансфобно или, наоборот, готово его принимать и поддерживать.

### Медицинская коррекция пола

#### Заместительная гормональная терапия
Заместительная гормональная терапия — один из способов привести своё тело в соответствие с гендерной идентичностью. В зависимости от направления перехода она подразумевает приём андрогенов или эстрогенов. Вопреки распространённым стереотипам, именно гормональная терапия, а не операции, играет основную роль в изменении внешности трансгендерных людей: она вызывает изменение фигуры и черт лица (которые становятся более округлыми при приёме эстрогенов и более резкими при приёме андрогенов), роста волос на голове, лице и теле, а также изменение голоса.
Некоторым людям необходима максимальная феминизация или маскулинизация, тогда как другие нуждаются в достижении андрогинной внешности и, соответственно, в более низких дозировках гормональных препаратов. Заместительная гормональная терапия должна проводиться под наблюдением компетентного врача. Во многих странах, в том числе в России, доступ к заместительной гормональной терапии по официальным каналам затруднён, а компетентные специалисты есть далеко не во всех городах, поэтому многие трансгендерные люди вынуждены подбирать себе схему терапии и препараты самостоятельно, что связано с рисками для здоровья.

#### Хирургическая коррекция пола
Хирургическая коррекция пола — понятие, которое включает в себя ряд хирургических операций. Вопреки расхожим представлениям, далеко не все трансгендерные и транссексуальные люди делают операции на половых органах. Многим они недоступны, хотя и необходимы, а многие другие просто в них не заинтересованы. В частности, часто операции на груди и операции по феминизации лица имеют большее практическое значение для повседневной жизни трансгендерных людей, чем реконструкция гениталий.
Маскулинизирующие хирургические операции включают удаление груди, матки, фаллопиевых труб и яичников, формирование полового члена и мошонки.
К феминизирующим хирургическим операциям относятся увеличение груди, операции по феминизации лица, удаление яичек и полового члена, формирование вагины.
Современные методы хирургической коррекции пола дают хороший эстетический результат, а некоторые методы операций на половых органах предусматривают сохранение сексуальной функции.
Некоторые люди, в том числе врачи, считают хирургическую коррекцию пола неэтичной, так как в ходе некоторых из этих операций удаляются здоровые ткани, что, как предполагается, нарушает ключевой принцип врачебной этики «не навреди». Как отмечают эксперты по здоровью трансгендерных и гендерно-неконформных людей, сопротивление медицинских работников по этическим причинам необходимо обсуждать и предоставлять им возможность узнать от пациентов о тяжёлом психологическом стрессе, который часто вызывает гендерная дисфория, и о потенциальном вреде отказа в доступе к необходимой медицинской помощи.

#### Другие медицинские процедуры
Некоторые трансгендерные женщины удаляют лишние волосы путём лазерной эпиляции, электроэпиляции или восковой депиляции. Как и другие элементы трансгендерного перехода, для некоторых людей эти процедуры являются медицинской необходимостью. Но во многих странах, в том числе в России, они проводятся только платно, и многие люди, которые нуждаются в эпиляции, не имеют к ней доступа.

### Смена документов
Во многих странах законодательство предусматривает возможность сменить паспортное имя и юридический пол в соответствии с гендерной идентичностью. При этом большинство стран признаёт только два юридических пола: мужской и женский, — и исключает другие гендерные идентичности и способы выражения. В ряде стран условием для смены документов является проведение определённых медицинских процедур по коррекции пола, в частности заместительной гормональной терапии и хирургических операций. По мнению ведущих экспертов в области здоровья трансгендерных людей, такие законы нуждаются в изменении, так как объём необходимых медицинских вмешательств зависит от потребностей конкретного человека и не может навязываться извне. При этом эксперты указывают на то, что смена документов играет важнейшую роль для социального функционирования многих трансгендерных людей, а затруднение или невозможность смены документов может иметь разрушительные последствия для их социальной интеграции и личной безопасности.
Согласно Джокьякартским принципам, никто не должен принудительно подвергаться медицинским процедурам, в том числе хирургическому изменению пола, стерилизации или гормональной терапии, в качестве обязательного условия правового признания гендерной идентичности. Европейский суд по правам человека в своем решении от 6 апреля 2017 года по делу «A. P., Гарсон и Нико против Франции» (англ. A. P., Garçon and Nicot v. France) признал, что хирургическая стерилизация как условие признания приобретенного пола нарушает право транссексуала на уважение частной жизни, защищаемое статьей 8 Европейской конвенции о защите прав человека и основных свобод.

## Трансгендерный переход в России
По словам партнёра правозащитной инициативы «Дело ЛГБТ+» Маргариты Шафранской, в советской России возможность трансгендерного перехода была закреплена Циркуляром НКВД РСФСР в 1926 году, а в 1976 году это было подтверждено постановлением Совета министров СССР. Но это касалось только интерсекс-людей, которые официально назывались «гермафродитами». В 1970-1972 гг. хирургом Виктором Калнберзом была проведена первая в стране операция по смене пола некой девушки Инны. Позже, в 1975 году «способ хирургического лечения гермафродитизма» — методику хирургической коррекции пола — в стране зарегистрировали как изобретение. В 1991 году были созданы и утверждены Минздравом СССР первые методические рекомендации по смене пола, основанные на рекомендациях Международной ассоциации по гендерной дисфории им. Гарри Бенджамина (ныне Всемирная профессиональная ассоциация по здоровью трансгендеров (WPATH)) и московского психоэндокринологического центра (МГПЭЦ). В 1997 году был принят федеральный закон «Об актах гражданского состояния», предоставляющий возможность зарегистрировать смену пола, если представлен «документ, выданный медицинской организацией».
В современной России трансгендерный переход осложнялся трансфобией, которая широко распространена как среди обычных людей, так и среди психологов и врачей и проявлялся также на государственном уровне. По данным опросов, многие трансгендерные люди в России не рисковали сделать каминг-аут даже перед самыми близкими людьми, 93 % после каминг-аута сталкивались с негативными реакциями, 23 % — с насилием со стороны родственников и столько же — со стороны посторонних людей. При этом имелись и позитивные истории каминг-аутов. По словам одной трансгендерной женщины: 

Уже в более сознательном возрасте я начала жить полностью как девушка, и тогда [родители] узнали о моих намерениях. Никто не заставлял меня снять, что я ношу, и изменить себя, они понимали, что либо так, либо никак. Конечно, они переживали, как сложится моя жизнь, что со мной будет, как пройдут все операции. И со временем они стали меня поддерживать. Приняли меня все: и родители, и все остальные родственники, и одноклассники, с которыми я заново познакомилась на встрече одноклассников. Все очень тепло ко мне относятся, независимо от моего пола.— С. Варламова «Что происходит с моим ребёнком? Книга для родителей о сексуальной ориентации и гендерной идентичности»
Для доступа к медицинской коррекции пола в России требовалось наличие диагноза «транссексуализм» (в последней версии Международной классификации болезней — «гендерное несоответствие»). Диагноз ставился психиатром после наблюдения, которое могло длиться от одного месяца до двух лет. Затем специальная комиссия врачей (как правило, психиатр, психолог, сексолог) выдавала направление на медицинскую коррекцию пола и смену документов. Такие комиссии действовали не во всех городах. Трансгендерные люди сообщали о том, что им не хватает квалифицированной медицинской помощи, многие также сталкивались с предвзятым отношением и унижениями со стороны врачей. Некоторые трансгендерные люди указывали на то, что необходимость наблюдаться у психиатра сама по себе является унизительной и дискриминирующей. Все процедуры медицинской коррекции пола в России оплачивались из собственных средств пациентов. Ситуация для трансгендерных людей дополнительно осложнялась тем, что из-за дискриминации в сфере труда многие теряют работу или не могут найти новое место работы.
Российское законодательство до 2023 года предусматривало возможность изменения имени и паспортного пола человека при наличии медицинского документа установленного образца, подтверждающего факт «смены пола».Образец справки о смене пола был разработан и утверждён Минздравом РФ 22 января 2018 года. После прохождения комиссии и получения справки установленного образца человек имел право на обращение в органы ЗАГС для внесения изменений в записи органов гражданского состояния и получения нового паспорта. В случае успешной смены имени и паспортного пола трансгендерный человек получал новое свидетельство о рождении и, соответственно, возможность сменить другие свои документы.
В 2023 году единогласным решением Государственной Думы Российской Федерации в России был принят закон, полностью запрещающий трансгендерный переход, а 24 июля того же года закон был подписан президентом России Владимиром Путиным.

## Отношение религии
Большинство мировых религий не имеют чёткой позиции относительно трансгендерного перехода. Религиозные догмы, как правило, касаются явления гендерной неконформности в целом, при этом многие конфессии признают гендерную идентичность трансгендерных людей и позволяют им полноправно участвовать в религиозной жизни. Русская православная церковь публично выступила с официальной позицией: согласно Социальной концепции Московского Патриархата, трансгендерный переход в глазах церкви не имеет силы, и человек, совершивший переход, может быть крещён только как представитель приписанного ему при рождении пола. При этом в православии почитается ряд гендерно-неконформных святых (старец Досифей, наставник Серафима Саровского, Евгения Римская, Евфросиния Александрийская и другие), а некоторые[кто?] священники благословляют своих прихожан на совершение трансгендерного перехода и после него совершают обряд наречения имени.
В 1989 году «Академия исламского права» при Всемирной исламской лиге вынесла решение, согласно которому смена пола взрослыми мужчиной или женщиной является харамом (запретным действием).
В шиитском Иране разрешены операции по коррекции пола. По мнению великого аятоллы Хомейни, операции по перемене пола дозволены и считаются соотносящимися с исламом. Такие операции были официально разрешены духовным лидером страны в 1983 году специальной фетвой, выпущенной Хомейни после встречи с Молкарой Хатунпур.